# Spectacles
Spectacles jsou chytré sluneční brýle se zabudovaným fotoaparátem od společnosti Snap Inc.

## Starší modely
První model Spectacles byl vydán v roce 2016, druhá generace o dva roky později. Zatímco první generace sloužila pouze k nahrávání videí, u druhé byla přidána možnost pořizování fotografií.

## Spectacles 3
Třetí model, Spectacles 3, vydaný v roce 2019 je první, kterým se společnost začala přibližovat k AR (Augmented Reality, česky Rozšířená realita). Šlo však stále pouze o nahrávání okolí, uživatel nebyl schopen vidět přidané prvky přímo prostřednictvím displeje v brýlích. AR prvky je ve třetí generaci do videa možné přidat až zpětně pomocí mobilního telefonu.

### Technologie
Pomocí Spectacles 3 lze pořídit fotografie s rozlišením 1728×1728 px a videa s rozlišením 1216×1216 px, se 60 snímky za sekundu. Hodnota clonového čísla je 2,2. Fotografie a videa jsou pořizovány v kruhovém formátu. Maximální délka videa je 60 sekund.
Úložiště o velikosti 4 GB pojme až 100 videí nebo 1200 fotografií. Baterie vydrží na jedno nabití zhruba 70 videí, Spectacles se nabíjí bezdrátově pomocí magnetického nabíjení ve speciálním obalu (Charging Case), který je součástí balení. Zabudovaná GPS dodává informace o poloze ke každé pořízené fotografii nebo videu.

### Vzhled
Rámeček slunečních brýlí Spectacles je vyroben z kovového materiálu. Vyrábí se ve dvou barevných variantách, a to Mineral a Carbon. V horních rozích se nachází dvě čočky fotoaparátů. Kolem obou čoček jsou umístěna LED kruhová světla, která svítí při používání fotoaparátu. Na každé straně rámečku je dále umístěno tlačítko sloužící k pořizování fotografií či videí.

### Připojení
Spectacles 3 jsou kompatibilní se zařízeními s Android 6 a vyšším. Pro uživatele Apple je to iPhone 7 a vyšší, s iOS verzí 11 a vyšší.
Pro propojení Spectacles s mobilním telefonem je používán Bluetooth 5.0 a 802.11ac Wi-Fi, 2.4 / 5 GHz. Pro transport pořízených fotografií a videí do mobilního zařízení je třeba Spectacles propojit se Snapchat účtem. Pořízený obsah se poté ukládá do sekce Memories (vzpomínky) přímo v aplikaci Snapchat.

## Spectacles 4
V květnu 2020 společnost Snap Inc. představila 4. generaci Spectacles, která již disponuje skutečnou AR technologií.
Nová generace Spectacles slibuje procesor Snapdragon XR1, duální 3D vlnovodný displej a dva AR fotoaparáty s 26,3° diagonálním zorným polem. Zařízení je vybaveno čtyřmi mikrofony, dvěma stereo reproduktory a má zabudovaný touchpad.
Spectacles 4 zatím nejsou pro běžné zákazníky dostupné. Verze je v současnosti určena pro vývojáře rozšířené reality, kteří si mohou o zaslání požádat v aplikačním formuláři na oficiálním webu Spectacles.